# Смъртоносна надпревара 4: Отвъд анархията
„Смъртоносна надпревара 4: Отвъд анахрията“ (на английски: Death Race: Beyond Anarchy) е американски научнофантастичен екшън филм от 2018 г. на режисьора Дон Майкъл Пол. Това е четвъртият филм от поредицата „Смъртоносна надпревара“ и директно продължение на едноименния филм от 2008 г. Филмът е пуснат на DVD и дигитално на 2 октомври 2008 г.

## Актьорски състав
| Актьор          | Роля                  |
| --------------- | --------------------- |
| Зак Макгоуън    | Конър Гибсън          |
| Дани Глоувър    | Боб „Балтимор Боб“    |
| Кристин Марцано | Джейн                 |
| Дани Трехо      | Голдбърг              |
| Фред Коулър     | Листс                 |
| Велислав Павлов | Франкенщайн           |
| Нолан Норт      | Гласът на Франкенщайн |
| Йенис Чунг      | Роуз „Джипси Роуз“    |
| Каси Клеър      | Бекси                 |

## В България
В България филмът е излъчен на 23 февруари 2020 г. по bTV Action с български дублаж, записан в студио Медиа Линк. Екипът се състои от:
| Озвучаващи артисти  | Ани Василева Надежда Панайотова Георги Стоянов Димитър Ангелов Станислав Димитров |
| Преводач            | Ивайла Радулова                                                                   |
| Тонрежисьор         | Александър Тодоров                                                                |
| Режисьор на дублажа | Дора Ангелова                                                                     |